# Calendario internazionale femminile UCI 2007
Il calendario internazionale femminile UCI 2007 raggruppava le competizioni femminili di ciclismo su strada organizzate dall'Unione Ciclistica Internazionale per la stagione 2007.

## Gare

### Gennaio
| Data | Prova                    | Cat. | Vincitrice         | Squadra |
| ---- | ------------------------ | ---- | ------------------ | ------- |
| 6    | Copa America de Ciclismo | 1.2  | Clemilda Fernandes |         |

### Febbraio
| Data | Prova        | Cat. | Vincitrice   | Squadra                       |
| ---- | ------------ | ---- | ------------ | ----------------------------- |
| 27-1 | Geelong Tour | 2.2  | Nicole Cooke | Raleigh-Lifeforce-Creation-HB |

### Marzo
| Data  | Prova                                           | Cat. | Vincitrice        | Squadra                       |
| ----- | ----------------------------------------------- | ---- | ----------------- | ----------------------------- |
| 3     | Geelong World Cup                               | CDM  | Nicole Cooke      | Raleigh-Lifeforce-Creation-HB |
| 7-11  | Women's Tour of New Zealand                     | 2.2  | Judith Arndt      | T-Mobile Women                |
| 14    | Gran Premio de Santa Ana                        | 1.2  | Tetjana Stjažkina | USC Chirio-Forno d'Asolo      |
| 15-20 | Vuelta Ciclista Femenina a El Salvador          | 2.2  | Evelyn García     |                               |
| 18    | Omloop Het Volk                                 | 1.2  | Mie Bekker Lacota | Team Flexpoint                |
| 24    | Gran Premio Comuni di Riparbella e Montescudaio | 1.2  | Martina Corazza   | Team FRW                      |
| 25    | Gran Premio Costa Etrusca                       | 1.2  | Nicole Cooke      | Raleigh-Lifeforce-Creation-HB |

### Aprile
| Data | Prova                                    | Cat. | Vincitrice        | Squadra                        |
| ---- | ---------------------------------------- | ---- | ----------------- | ------------------------------ |
| 1    | Trofeo Alfredo Binda-Comune di Cittiglio | 1.1  | Nicole Cooke      | Raleigh-Lifeforce-Creation-HB  |
| 8    | Giro delle Fiandre                       | CDM  | Nicole Cooke      | Raleigh-Lifeforce-Creation-HB  |
| 12   | Drentse 8 van Dwingeloo                  | 1.1  | Regina Schleicher | Equipe Nürnberger Versicherung |
| 14   | Ronde van Drenthe                        | CDM  | Adrie Visser      | Team DSB Bank                  |
| 15   | Internationale Damesronde van Drenthe    | 1.1  | Giorgia Bronzini  | Safi-Pasta Zara-Manhattan      |
| 21   | Ronde van Gelderland                     | 1.2  | Marianne Vos      | Team DSB Bank                  |
| 25   | Gran Premio della Liberazione            | 1.2  | Giorgia Bronzini  | Safi-Pasta Zara-Manhattan      |
| 25   | Freccia Vallone (2007)                   | CDM  | Marianne Vos      | Team DSB Bank                  |
| 29   | Grote Prijs Stad Roeselare               | 1.2  | Martine Bras      | Lotto-Belisol Ladiesteam       |

### Maggio
| Data  | Prova                                | Cat. | Vincitrice        | Squadra                        |
| ----- | ------------------------------------ | ---- | ----------------- | ------------------------------ |
| 3     | Campionati oceaniani - Cronometro    | CC   | Vicki Whitelaw    | Australia                      |
| 3-6   | Gracia-Orlová                        | 2.2  | Judith Arndt      | T-Mobile Women                 |
| 4-6   | Giro di San Marino                   | 2.1  | Marianne Vos      | Team DSB Bank                  |
| 5     | Campionati oceaniani - In linea      | CC   | Kathryn Watt      | Australia                      |
| 6     | Souvenir Magali Pache Lausanne       | 1.1  | Kristin Armstrong | Team Lipton                    |
| 12    | Omloop van Borsele                   | 1.2  | Marianne Vos      | Team DSB Bank                  |
| 13    | Berner Rundfahrt                     | CDM  | Edita Pučinskaitė | Equipe Nürnberger Versicherung |
| 18-27 | Tour de l'Aude Cycliste Féminin      | 2.1  | Susanne Ljungskog | Team Flexpoint                 |
| 25    | Campionati panamericani - Cronometro | CC   | Alison Powers     | Stati Uniti                    |
| 26    | Campionati panamericani - In linea   | CC   | Tina Mayolo Pic   | Stati Uniti                    |
| 31-3  | Tour de Pologne Féminin              | 2.2  | Kirsten Wild      | AA-Drink Cycling Team          |

### Giugno
| Data  | Prova                                        | Cat. | Vincitrice          | Squadra                        |
| ----- | -------------------------------------------- | ---- | ------------------- | ------------------------------ |
| 2     | Tour of Chongming Island WE Time Trial       | 1.2  | Liu Yongli          | Giant Pro Cycling              |
| 2     | Coupe du Monde Cycliste Féminine de Montréal | CDM  | Fabiana Luperini    | Menikini-Selle Italia-Gysko    |
| 3-6   | Tour of Chongming Island                     | 2.2  | Li Meifang          | Giant Pro Cycling              |
| 4-7   | Tour du Grand Montréal                       | 2.1  | Oenone Wood         | T-Mobile Women                 |
| 9     | Omloop door Middag-Humsterland               | 1.2  | Suzanne de Goede    | Equipe Nürnberger Versicherung |
| 10    | Liberty Classic                              | 1.1  | Ina-Yoko Teutenberg | T-Mobile Women                 |
| 10-14 | Tour de Prince Edward Island                 | 2.2  | Diana Žiliūtė       | Safi-Pasta Zara-Manhattan      |
| 12    | Durango-Durango Emakumeen Saria              | 1.2  | Edita Pučinskaitė   | Equipe Nürnberger Versicherung |
| 13-17 | Iurreta-Emakumeen Bira                       | 2.1  | Susanne Ljungskog   | Team Flexpoint                 |
| 19-24 | Grande Boucle Féminine Internationale        | 2.1  | Priska Doppmann     | Raleigh-Lifeforce-Creation-HB  |
| 21-23 | Ster Zeeuwsche Eilanden                      | 2.2  | Marianne Vos        | Team DSB Bank                  |
| 22-23 | Giro del Trentino Alto Adige/Südtirol        | 2.1  | Edita Pučinskaitė   | Equipe Nürnberger Versicherung |

### Luglio
| Data  | Prova                          | Cat. | Vincitrice        | Squadra                        |
| ----- | ------------------------------ | ---- | ----------------- | ------------------------------ |
| 6-14  | Giro d'Italia Femminile (2007) | 2.1  | Edita Pučinskaitė | Equipe Nürnberger Versicherung |
| 12-15 | Tour de Feminin-GP Krásná Lípa | 2.2  | Hanka Kupfernagel |                                |
| 18-22 | Tour de Bretagne Féminin       | 2.2  | Marina Jaunatre   | Vienne Futuroscope             |
| 24-29 | Thüringen Rundfahrt der Frauen | 2.1  | Christiane Soeder | Raleigh-Lifeforce-Creation-HB  |
| 26-29 | Tour Féminin en Limousin       | 2.2  | Sigrid Corneo     | Menikini-Selle Italia-Gysko    |

### Agosto
| Data  | Prova                         | Cat. | Vincitrice        | Squadra                        |
| ----- | ----------------------------- | ---- | ----------------- | ------------------------------ |
| 5     | Sparkassen Giro Bochum        | 1.1  | Hanka Kupfernagel |                                |
| 5     | Open de Suède Vargarda        | CDM  | Chantal Beltman   | T-Mobile Women                 |
| 11-18 | Route de France féminine      | 2.1  | Amber Neben       | Team Flexpoint                 |
| 12    | Holland Hills Classic         | 1.2  | Marianne Vos      | Team DSB Bank                  |
| 21-23 | Albstadt Frauen-Etappenrennen | 2.2  | Trixi Worrack     | Equipe Nürnberger Versicherung |
| 25-29 | Trophée d'Or féminin          | 2.2  | Noemi Cantele     | Bigla Cycling Team             |

### Settembre
| Data  | Prova                                                | Cat. | Vincitrice          | Squadra                                |
| ----- | ---------------------------------------------------- | ---- | ------------------- | -------------------------------------- |
| 1     | Grand Prix de Plouay                                 | CDM  | Noemi Cantele       | Bigla Cycling Team                     |
| 3-8   | Holland Ladies Tour                                  | 2.2  | Kristin Armstrong   | Raleigh-Lifeforce-Creation-HB          |
| 4     | Trophée des Stars                                    | 1.2  | Natal'ja Bojarskaja | Fenixs                                 |
| 8     | Campionati asiatici - Cronometro                     | CC   | Li Meifang          | Cina                                   |
| 9     | Memorial Davide Fardelli                             | 1.2  | Karin Thürig        | Raleigh-Lifeforce-Creation-HB          |
| 10    | Campionati asiatici - In linea                       | CC   | Lang Meng           | Cina                                   |
| 11-15 | Tour Cycliste Féminin International de l'Ardèche     | 2.2  | María Isabel Moreno | Comunidad Valenciana                   |
| 15    | Tour de Leelanau                                     | 1.2  | Tina Mayolo Pic     | Colavita-Sutter Home p/b Cooking Light |
| 16    | Chrono Champenois                                    | 1.1  | Karin Thürig        | Raleigh-Lifeforce-Creation-HB          |
| 16    | Rund um die Nürnberger Altstadt                      | CDM  | Marianne Vos        | Team DSB Bank                          |
| 18-23 | Giro della Toscana Femminile-Memorial Michela Fanini | 2.1  | Noemi Cantele       | Bigla Cycling Team                     |
| 26    | Campionati del mondo - Cronometro                    | CM   | Hanka Kupfernagel   | Germania                               |
| 29    | Campionati del mondo - In linea                      | CM   | Marta Bastianelli   | Italia                                 |

### Ottobre
| Data | Prova                                    | Cat. | Vincitrice        | Squadra        |
| ---- | ---------------------------------------- | ---- | ----------------- | -------------- |
| 21   | Chrono des Nations - Les Herbiers Vendée | 1.1  | Susanne Ljungskog | Team Flexpoint |

### Novembre
| Data  | Prova                             | Cat. | Vincitrice            | Squadra   |
| ----- | --------------------------------- | ---- | --------------------- | --------- |
| 9     | Campionati africani - Cronometro  | CC   | Lynette Burger        | Sudafrica |
| 11    | Campionati africani - In linea    | CC   | Marissa van der Merwe | Sudafrica |
| 14-18 | Campionati oceaniani - Cronometro | CC   | Bridie O'Donnell      | Australia |
| 18-18 | Campionati oceaniani - In linea   | CC   | Rochelle Gilmore      | Australia |

## Classifiche
Risultati finali.
| Pos. | Corridore           | Squadra       | Punti   |
| ---- | ------------------- | ------------- | ------- |
| 1    | Marianne Vos        | DSB Bank      | 1327,66 |
| 2    | Nicole Cooke        | Raleigh       | 750     |
| 3    | Judith Arndt        | T-Mobile      | 712,83  |
| 4    | Noemi Cantele       | Bigla         | 629,16  |
| 5    | Giorgia Bronzini    | Safi-Pasta Z. | 557     |
| 6    | Edita Pučinskaitė   | Nürnberger    | 554,75  |
| 7    | Susanne Ljungskog   | Flexpoint     | 553,49  |
| 8    | Oenone Wood         | T-Mobile      | 518,5   |
| 9    | Amber Neben         | Flexpoint     | 477,16  |
| 10   | Ina-Yoko Teutenberg | T-Mobile      | 431     |

| Pos. | Squadra                       | Punti   |
| ---- | ----------------------------- | ------- |
| 1    | T-Mobile Women                | 1863,33 |
| 2    | Team DSB Bank                 | 1538,32 |
| 3    | Raleigh-Lifeforce-Creation-HB | 1538,32 |
| 4    | Eq. Nürnberger Versicherung   | 1512,5  |
| 5    | Team Flexpoint                | 1232,98 |
| 6    | Safi-Pasta Zara-Manhattan     | 1150    |
| 7    | Bigla Cycling Team            | 1140,48 |
| 8    | Menikini-Selle Italia-Gysko   | 889     |
| 9    | AA-Drink Cycling Team         | 399,98  |
| 10   | Vienne Futuroscope            | 384     |

| Pos. | Nazione       | Punti   |
| ---- | ------------- | ------- |
| 1    | Germania      | 2211,49 |
| 2    | Italia        | 2141,16 |
| 3    | Paesi Bassi   | 2040,91 |
| 4    | Stati Uniti   | 1158,16 |
| 5    | Australia     | 1113,5  |
| 6    | Gran Bretagna | 1083    |
| 7    | Svizzera      | 949,15  |
| 8    | Svezia        | 923,99  |
| 9    | Lituania      | 848,75  |
| 10   | Francia       | 772     |